# پرفشار جنب‌حاره‌ای

کمربند پرفشار جنب‌حارّه‌ای در عرض‌های اسبی نزدیک به سطح زمین و میان سلول فرل و سلول هادلی قرار دارد.

مراکز پرفشار جنب‌حارّه‌ای (انگلیسی: Subtropical high) که گاهی واچرخندجنب‌حارّه‌ای نیز نامیده می‌شوند، مراکز پرفشاری هستند که بر اثر نزول هوا در منطقه جنب‌حارّه‌ای (جنب‌مدارگان) ایجاد شده و با حرکت خورشید به سمت شمال یا جنوب جابه‌جا می‌شوند. پرفشارهای جنب‌حارّه‌ای در زمستان روی خشکی‌ها و در تابستان روی اقیانوس‌ها قوی‌تر می‌شوند.
مراکز پرفشار جنب‌حاره‌ای اصلی، در سواحل شرقی اقیانوس‌ها تشکیل می‌شوند و در صورت گسترش زیاد، در سواحل غربی نیز دیده می‌شوند. مهم‌ترین مراکز پرفشار جنب‌حاره‌ای در نیم‌کره شمالی عبارتند از: پرفشارهای آزور (شرق اقیانوس اطلس) و کالیفرنیا (شرق اقیانوس آرام) و در نیم‌کره جنوبی عبارتند از پرفشارهای شرق اقیانوس هند، کالاهاری و استرالیا.

## شکل‌گیری
در منطقه مدارگان (حاره)، سلول هادلی غالب است، زیرا هوا در اطراف استوا به‌دلیل دریافت زیاد انرژی تابشی، گرم شده و صعود می‌کند. این هوای گرم در ارتفاعات بر اثر تغییرات شیو فشار به دو شاخه تقسیم می‌شود که هر شاخه به سمت یکی از قطب‌ها حرکت می‌کند ولی به‌دلیل اثر کوریولیس به‌حدی منحرف می‌شود که در پیرامون مدار رأس‌السرطان کاملاً به‌سمت شرق برگشته و به‌صورت بادهای غربی درمی‌آید. با توجه به اصل حرکت زاویه‌ای مطلق، سرعت توده هوا به‌سمت عرض‌های جغرافیایی بالاتر افزایش یافته و به‌همین دلیل در اطراف مدار رأس‌السرطان، با افزایش سرعت باد، رودباد جنب‌حاره‌ای پدید می‌آید.
در اطراف رودباد جنب‌حاره‌ای (حاشیه قطبی سلول هادلی)، هوا روی‌هم انباشته شده و به‌دلیل دوری از استوا، نسبتاً سرد می‌شود. در نتیجه با فرونشینی هوا به زیر رودباد، مراکز پرفشار جنب‌حاره‌ای پدید می‌آید. در مراکز پرفشار جنب‌حاره‌ای، هوا به‌صورت ساعت‌گرد به اطراف پخش می‌شود. بخشی از این هوا به سمت استوا وزیده و بادهای بسامان را به‌وجود می‌آورد. این بادها بر اثر نیروی کوریولیس منحرف شده و در نیم‌کره شمالی به‌صورت بادهای شمال شرقی و در نیم‌کره جنوبی به‌صورت بادهای جنوب شرقی به سمت استوا می‌وزند (شکل را ببینید).

## ویژگی‌ها
پرفشارهای جنب‌حارّه‌ای در هر دو سوی استوا در عرض جغرافیایی حدود ۳۵–۳۰ درجه شمالی و ۳۰–۲۵ درجه جنوبی قرار گرفته‌اند. این کمربندهای پرفشار نوعی از سامانه پرفشار دائمی پایدار هستند که در مجاورت عرض‌های جنب‌مدارگانی شمالی و جنوبی، به‌ویژه در اقیانوس آرام شمالی و جنوبی، اقیانوس اطلس شمالی و جنوبی و اقیانوس هند مستقر هستند.
در مراکز پرفشار جنب‌حارّه گرادیان فشار بسیار کم است و بادهای افقی در سطح زمین عموماً ضعیف هستند و هوای ساکن و پایدار غلبه دارد. این هوای ساکن برای دریانوردان آشنا است و به آن عرض‌های اسبی می‌گویند.
در نیم‌کره شمالی، بادها از حاشیه‌های پرفشار جنب‌حارّه در جهت ساعت‌گرد به سمت بیرون و به‌عنوان جریان‌های غرب‌وزان در شمال عرض‌های اسبی در عرض‌های متوسط می‌وزند و در حاشیه جنوبی آن به‌عنوان بادهای تجارتی شناخته شده‌اند. در نیم‌کره جنوبی وضعیت برعکس است، به‌طوری که بادها در جهت پادساعت‌گرد به بیرون می‌وزند. بادهای غربی عرض‌های میانه از حاشیه‌های جنوبی پرفشار جنب‌حارّه‌ای و بادهای تجارتی در سمت شمال می‌وزند. بادهای تجارتی پرفشار جنب‌حارّه‌ای در هر دو نیم‌کره شمالی و جنوبی در منطقه همگرایی درون‌حاره‌ای با هم برخورد می‌کنند و ناحیه‌ای به نام آرامگان استوایی تشکیل می‌دهند؛ در حالی که بادهای شرقی و بادهای غربی در امتداد جبهه قطبی با هم برخورد می‌کنند.

## تأثیرات
پرفشارهای جنب‌حارّه‌ای یکی از عناصر اصلی ساختار گردش عمومی جوّ زمین به‌شمار می‌روند. جابه‌جایی سالانه این پرفشارها اثر بسیار مهمی بر پراکنش و توزیع زمانی و مکانی بارش و دما در پهنه بزرگی از سیاره زمین دارد. این کمربند پرفشار که تعیین‌کننده کمربند خشک سیاره زمین است، به صورت سلول‌های منفردی که مکان‌گزینی آنها ارتباط نزدیکی با امواج بزرگ مقیاس بادهای غربی و شرایط توپوگرافی و پراکنش آب‌ها و خشکی‌ها دارد، ظاهر می‌شود.
پرفشارهای جنب‌حارّه‌ای با گسترش عمودی زیاد صعود هوا از سطح تا تروپوپاز و تأثیر زیاد بر هوا و اقلیم مشخص می‌شوند. این پرفشارها به‌وسیله فرونشینی هوای پایدار که به‌طرف بیرون هوای حاشیه‌های شرقی کشیده می‌شود و هوای ناپایدار یا با پایداری کم در حاشیه‌های غربی مشخص می‌شوند و در هر دو حالت تأثیر مهمی دارند.
فرونشینی هوای پایدار به‌وسیله گرمایش تراکمی که با شرایط گرم و رطوبت پایین همراه است، در حاشیه شرقی تأثیر می‌گذارد. در نتیجه بسیاری از بیابان‌های بزرگ دنیا در شرق پرفشارهای جنب‌حارّه قرار دارند. برعکس، در حاشیه‌های غربی، فرونشینی هوا تأثیر کمی دارد و توفان‌ها به‌طور متناوب وجود دارند. یکی از دلایل وجود بیابان‌هایی مانند صحرای بزرگ آفریقا، بیابان لوت و بیابان موهاوی در نیم‌کره شمالی و بیابان‌های کالاهاری و آتاکاما در نیم‌کره جنوبی وجود همین کمربندهای پرفشار است.